# Valeriana psychrophila
Valeriana psychrophila är en kaprifolväxtart som beskrevs av Briquet. Valeriana psychrophila ingår i släktet vänderötter, och familjen kaprifolväxter. Inga underarter finns listade i Catalogue of Life.